# Шахмаев, Николай Михайлович
Никола́й Миха́йлович Шахма́ев (1919―1991) ― советский педагог, физик-методист, доктор педагогических наук, профессор, академик АПН СССР (1990).
Внёс значительный вклад в исследование дидактические проблем применения технических средств обучения в учебном процессе и методики преподавания физики.

## Биография
Родился 22 декабря 1919 года в Казани.
В 1938 году окончил Магнитогорский индустриально-педагогический институт. В том же году начинает работать учителем физики в средней школе.
В 1954 году окончил Московский заочный педагогический институт. С того же года работает в различных Научно-исследовательских институтах системы Академии педагогических наук СССР, в частности, был заведующим лабораторией общих проблем дидактики НИИ Общей педагогики.
В 1967 году защитил докторскую диссертацию, в 1976 году избран профессором, в 1990 году стал академиком АПН СССР.
Умер 3 октября 1991 года, похоронен на Николо-Архангельском кладбище.

## Научная деятельность
Исследовал дидактические проблем применения технических средств обучения в учебном процессе и методики преподавания физики. Написал пособия для вузов и школ, в том числе «Элементарный курс физики», ставший экспериментальным учебника для 8-10-х классов и пробного учебника физики для 8-10-х классов (1982-84). Разработал оригинальные демонстрационные приборы и опыты для уроков физики.

## Сочинения
- Основы демонстрации при изучении электромагнитного поля, М., 1960
- Оборудование кабинета физики с электротехнической лабораторией, М., 1962
- Методика преподавания физики в 8-летней школе, М., 1963 (соавт.)
- Использование технических средств в преподавании физики, М., 1964
- Дидактические проблемы применения технических средств обучения в средней школе, М, 1973
- Демонстрационные опыты по электричеству, M., 19732 (соавт.)